# Orfilia Rico
Orfilia Rico (Montevideo, 5 de abril de 1871 - Buenos Aires, 10 de octubre de 1936) fue una actriz de teatro y de cine uruguaya que realizó una extensa carrera artística en Argentina.

## Filmografía
- 1916, Hasta después de muerta dir. Ernesto Gunche y Eduardo Martínez de la Pera.
- 1915, Nobleza gaucha dir. Ernesto Gunche, Eduardo Martínez de la Pera y Humberto Cairo.